# Joaquín Velázquez de León
Joaquín Velázquez de León (1732-1786) o Joaquín Luciano Manuel Velázquez Cárdenas de León fue un abogado, matemático, escritor, astrólogo y minero novohispano.

## Biografía
Nació el 12 de junio de 1732 en la hacienda minera de Acevedotla, que pertenecía al curato de Tezicapán, ubicado en el actual municipio de Zacualpan, Estado de México (intendencia de México); Fue hijo de Francisco Antonio Cárdenas Velázquez de León e Isabel Francisca Somoza. 

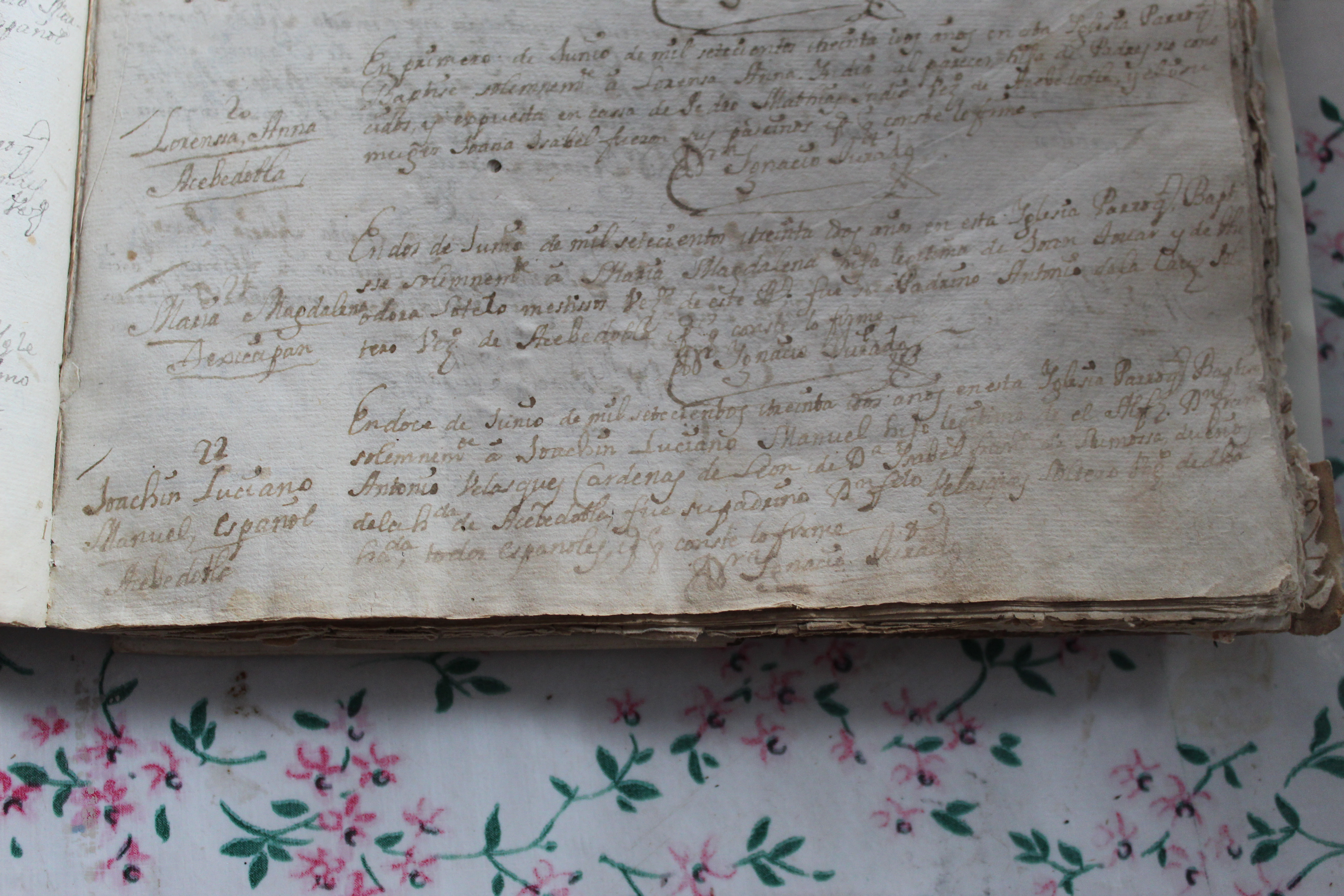
Registro del Bautizo de Joaquín Luciano Manuel el 12 de junio de 1732. Foto: Álvaro Jacobo

El general Héctor F. López Mena afirma en su Diccionario biográfico, geográfico, histórico y lingüístico del estado de Guerrero que el pequeño Joaquín, a los 4 años de edad, enfermó de viruela y contagió a su padre, quien murió de este mal. 
El niño fue cuidado por su tío, el bachiller Carlos Celedonio Velázquez, vicerrector del Colegio Seminario de México y le asignó como tutor al indio Manuel Ascencio, que lo instruyó en historia y lenguas indígenas.
El joven sobrino fue inscrito en el Colegio Tridentino; allí estudió la carrera de Leyes. A los 22 años, ingresó al Colegio para Postgraduados de Santa María de Todos los Santos, donde, más tarde, es catedrático de Matemáticas y funda una academia de la materia. 
También estudió química y metalurgia, física experimental, historia natural, sin olvidar las letras humanas, poesía y mitología. El 13 de noviembre de 1765, fue elegido catedrático de Astrología en la Real y Pontificia Universidad de México. Sus aportaciones lo hicieron un personaje importante en la historia de las Matemáticas en la Nueva España.

## Aportaciones
Conoció al joven Juan Lucas de Lassaga; se asociaron para trabajar en la explotación minera, estableciendo dos hornos de fundición. Propusieron al virrey De Croix un estudio para separar el oro de la plata de baja ley; el asunto llegó a manos de José de Gálvez, quien dispuso que se efectuara un experimento. Lassaga, Velázquez de León y José de la Borda solicitaron que se redujera el precio del azogue (mercurio) que se empleaba en las labores mineras, logrando buenos resultados. 

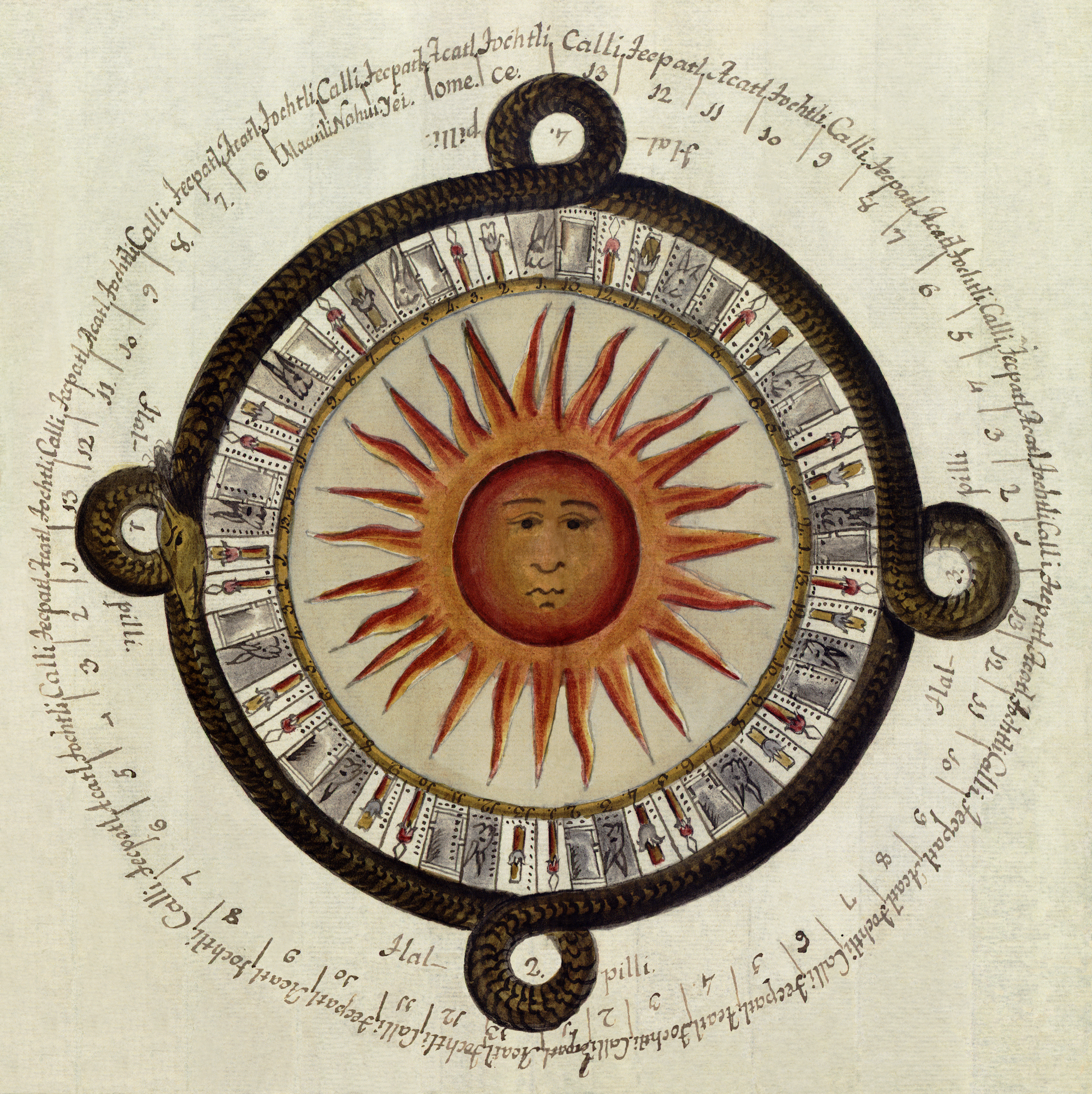
En 1790 se descubrió el llamado calendario azteca, al estar haciendo trabajos de empedrado del actual Zócalo

Del 5 de abril de 1768 al 11 de diciembre de 1770 acompaña al visitador general en su viaje a las Californias. Allí conoce a los astrónomos franceses Jean Chappe d’Auteroche y Jean Pauly, que trajeron instrumentos científicos importantes. Esta coyuntura hizo que se ocupara del famoso tránsito de Venus por el disco del Sol, el 3 de junio de 1769, Realizada ésta con éxito, una epidemia quitó la vida a Jean Chappe d'Auteroche y a Salvador Medina, aunque quedaron como sobrevivientes para dar cuenta de las observaciones el ingeniero Pauly, Vicente Doz y el propio Velázquez, Con los instrumentos del fallecido astrónomo francés, se pudo fijar las longitudes y latitudes de diversos lugares de la Nueva España, incluso la Ciudad de México, esta última mediante observaciones realizadas con Antonio de León y Gama y José Ignacio Bartolache en 1771. 
Al llegar Bucareli como nuevo virrey, Velázquez de León es comisionado para idear el arco triunfal de la recepción.
Después, denunció cuatro minas inundadas en Temascaltepec, en las que aplicó su metodología y maquinaria para desaguarlas y hacerlas productivas. 
Se le comisionó para formar una carta geográfica de las provincias de Nueva Galicia, Nueva Vizcaya, Sinaloa, Sonora y California. 
Alegando problemas de salud, en 1773 renunció a su cátedra en la Real y Pontificia Universidad.
Se le encargó escribir la historia de las lagunas de México y se le pidió opinión sobre el desagüe del valle. Su obra Descripción histórica y topográfica del valle, las lagunas y ciudad de México quedó inconclusa, pero contiene información sobre la longitud y la latitud del valle, su historia natural, aspectos geológicos, mineralógicos y meteorológicos y los resultados de sus mediciones, entre las que cuenta la primera triangulación del valle de México.
Se dedicó a la explotación de la minería. Se le nombró director general del Cuerpo de Minería, puesto que desempeñó de 1777 a 1786; modificó varios procesos de producción. Fue suya la idea de la creación del Real Seminario de Minería de la Nueva España y fue autor de muchas Memorias técnicas sobre minería, inventos y reformas de aparatos. 

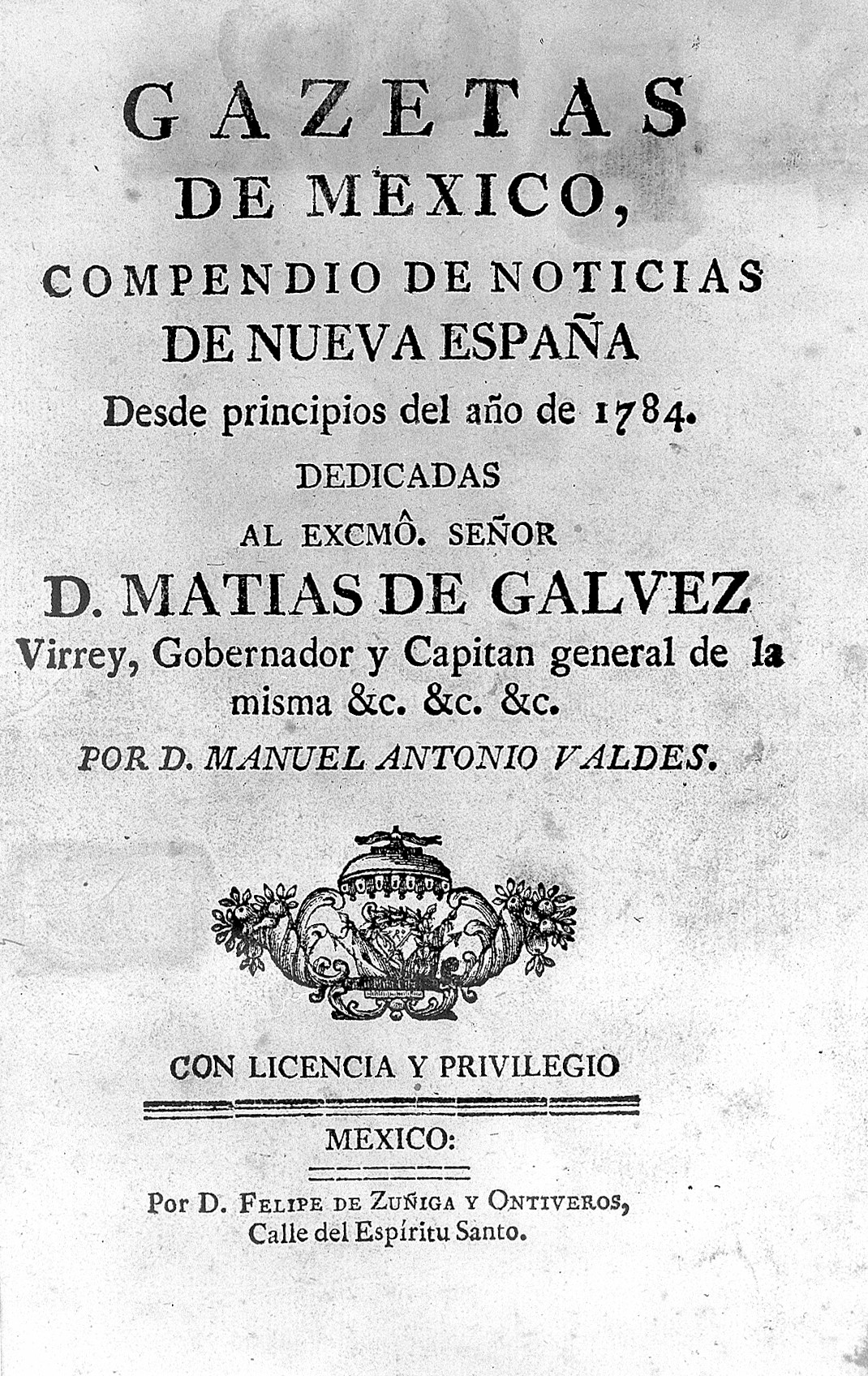
Joaquín Velázquez de León escribió en "Gazetas de Mexico"

Colaboró con noticias de meteorología en la recién fundada Gazeta de México. De 1780 a 1786, se hizo cargo del Tribunal de Minería. 
Entre sus trabajos pueden citarse:
- Arco triunfal en la recepción del Marqués de Cruillas
- Viaje a la Baja California (1768–1770), donde describió los potenciales de la península
- Informe al Virrey Croix sobre las minas, 1771
- Arco de triunfo del Virrey Bucareli, 1771
- Representación a nombre de la minería, 1774
- Las ordenanzas de minería, 1778–1783
- La estirpe vespasiana, 1784, en la recepción del virrey Matías de Gálvez
- El malacate en el desagüe de las minas, en la "Gazeta de México"
- Sobre el desagüe de la Ciudad de México
- Latitud y longitud de la Ciudad de México
- Altitud y clima del valle de México
- Fósiles y montañas. Terremotos. Lagunas

Cuando Alexander von Humboldt estuvo en México, del 22 de marzo de 1803 al 7 de marzo de 1804, conoció los trabajos de Joaquín Velázquez de León y los valoró en forma positiva. 
Para celebrar el bicentenario de las Reales ordenanzas de minería, la Dirección General de Correos emitió el 21 de diciembre de 1983 un sello postal.
Murió el 7 de marzo de 1786 en la Ciudad de México.